# Vrbaite
La vrbaite è un minerale.